# 七飯町立大中山小学校
七飯町立大中山小学校（ななえちょうりつおおなかやましょうがっこう）は、北海道渡島総合振興局亀田郡七飯町大中山にある公立小学校である。

## 沿革
- 1884年（明治14年）11月30日 - 創立する（当時:大中学校）。
- 大正時代 - 大中山287番地（現在の大中山神社）付近に移転。
- 1927年（昭和2年） - 現在地に移転する。
- 1945年（昭和20年） - 函館市からの集団疎開により、一時児童数が600名を超える。終戦後は、児童数が450名ほどになる。
- 1951年（昭和26年） - 大中山小学校に改称する。
- 1972年（昭和47年） - 旧校舎が落成される。
- 1995年（平成7年） - 児童数が、ピークの850名程になる。
- 1996年（平成8年）頃 - 一部の新校舎が落成。[要出典]
- 2001年（平成13年）11月30日 - 開校120周年。
- 2018年（平成30年） - 現校舎落成。

## 通学区域と進学先
出典

### 通学区域
- 字大中山
- 大中山1丁目
- 大中山2丁目
- 大中山3丁目
- 大中山4丁目
- 大中山5丁目
- 大中山6丁目
- 大中山7丁目
- 大中山8丁目
- 字大川
- 大川1丁目
- 大川2丁目
- 大川3丁目
- 大川4丁目
- 大川5丁目
- 大川6丁目
- 大川7丁目
- 大川8丁目
- 大川9丁目
- 大川10丁目
- 大川11丁目
- 字中島
- 字中野
- 字豊田

### 進学先
- 七飯町立大中山中学校

## 教育のめあて・方針
教育目標　
考える子
やさしい子
たくましい子
重点教育目標
豊かで確かな表現力で、自分の意思や知識を伝え合う子どもの育成

## その他
- 平成21年度の七飯町内の学校の耐震強度は「耐震補強必要な施設」に入っており「小学校校舎（特別教室を除く）及び屋体」と記された。

## 学校周辺
- 大川 - 校地の南側を流れる。
- 七飯町役場大中山出張所 - 敷地が隣接。
- 国道5号線
- 大中山郵便局
- 七飯町立大中山保育所 - 進級前保育所
- 七飯町立大中山中学校 - 主な進学先中学校で、大中山保育所に隣接。
- JR函館本線大中山駅
- 道営グリーンヒルななえ団地
- 大中山神社
  - 法雲寺

## アクセス
- JR大中山駅から、徒歩約285m・約5分。